# (5911) 1989 WO7
Az (5911) 1989 WO7 a Naprendszer kisbolygóövében található aszteroida. Ueda és Kaneda fedezte fel 1989. november 25-én.